# Bataille de Todd's Tavern
Guerre de Sécession
Batailles
Campagne de l'Overland :
- Wilderness
- Todd's Tavern
- Spotsylvania Court House
- Yellow Tavern
- Meadow Bridge
- North Anna
- Wilson's Wharf
- Haw's Shop
- Totopotomoy Creek
- Old Church
- Cold Harbor
- Trevilian Station
- Saint Mary's Church

La bataille de Todd's Tavern s'est déroulée en Virginie pendant la guerre de Sécession,,

## Bataille de la Wilderness
Le 4 mai 1864, l'armée du Potomac du général Ulysses S. Grant, forte de 122 000 hommes, et l'armée de Virginie du Nord du général Robert E. Lee, forte de 66 000 hommes, commencent la bataille de la Wilderness comme un combat de rencontre. Cette bataille, menée principalement sur les 5 et 6 mai, se révèle coûteuse pour les deux parties, et aussi essentiellement un match nul. Comme il estime que sa position est intenable (il n'a pas réussi à interposer son armée entre Grant et Richmond), Lee croit que Grant va continuer son mouvement en direction de Richmond. Lee se déplace donc pour bloquer Grant en faisant glisser l'armée de Virginie du Nord vers le sud en direction de Spotsylvania Court House, une jonction essentielle des itinéraires les plus directs entre la position de Grant dans la Wilderness et Richmond.
Le 6 mai, la cavalerie de Sheridan tient Todd's Tavern mais se retire en soirée vers Chancellorsville permettant à la cavalerie confédérée du major général Fitzhugh Lee de réoccuper la croisée des chemins.

## Bataille
Lee confie la tâche de ralentissement des colonnes de l'Union et la protection de la route des confédérés au général Jeb Stuart, son commandant de la cavalerie de confiance. Les ordres de Grant à son chef de la cavalerie, le Général Philip H. Sheridan, sont de couper la route que les confédérés prendront pour rejoindre Spotsylvania et de prendre et tenir le carrefour. Le plan de Grant requiert de Sheridan d'ouvrir la route de Brock jusqu'à Spotsylvania pour permettre le passage du V corps. Les division de Gregg et de Merritt arrivent par la route de Piney Branch Church pour déloger les troupes confédérées pour permettre à la division de Gregg de poursuivre vers l'ouest et capturer Corbin's Bridge.
Le 7 mai, les deux cavaleries opposées se rencontrent à Todd's Tavern à 16 heures. Ils engagent un combat violent de cavalerie jusqu'à la nuit tombée. Fitzhugh Lee conteste le terrain à la division de Merritt à 1,2 kilomètre (0,75 mile) au nord de la taverne. Lorsque Gregg apparaît sur le flanc confédéré, Fitzhugh recule. Gregg pousse alors vers Corbin's Bridge où il rencontre la brigade du brigadier général Thomas L. Rosser. Merrit continue sa poussée et retrouve Fitzhugh Lee à 3,2 kilomètres (2 miles) dans des ouvrages à l'intersection de Piney Branch Road. Après un combat vif Merrit prend les ouvrages. Merritt et Gregg, néanmoins se retirent à la tombée de la nuit.
La cavalerie confédérée retraite après la tombée de la nuit.
Le général Meade et son état-major atteignent Todd's Tavern à  1 heure le 8 mai où la cavalerie fédérale bloque le chemin. Il ordonne à Gregg de retourner vers Corbin's Bridge et à Merritt de partir vers le sud vers Spotsylvania. Les hommes de Merritt rencontrent les troupes de Fitzhugh Lee.
La bataille reprend le lendemain matin. C'est une lutte opiniâtre avec de lourdes pertes des deux côtés. Les confédérés sont peu à peu repoussés sur Spotsylvania. Ils sont sur le point de renoncer au carrefour lorsque les premiers fantassins de Lee arrivent à travers un pont que Sheridan a ordonné de détruire à sa cavalerie. L'infanterie sécurise la zone pour la Confédération.

## Conséquence
Meade se plaint à Grant du comportement de Sheridan. Mais, celui-ci n'appuie pas les récriminations. Meade détache alors Sheridan de son commandement. Cet épisode marque le point où Grant commence à assurer un commandement plus direct sur l'armée du Potomac.
Déclarer un camp  victorieux est problématique. Tandis que Stuart cavalerie est tactiquement vaincu, Sheridan a échoué à couper la route des confédérés vers Spotsylvania, résultant dans la sanglante bataille qui s'ensuit. Pourtant, le retard causé par la cavalerie de Sheridan empêche Lee d'obtenir les avantages qu'une marche sans encombre vers Spotsylvania lui aurait procurés. L'effet net est l'hémorragie continue  et finalement fatale de l'armée de Virginie du Nord, au coût d'encore plus de blessés pour l'Union... qui peuvent être remplacés par des recrues fraiches du Nord. Ainsi, sur l'équilibre, le résultat est très légèrement mieux qu'un match nul pour les forces de l'Union. Aujourd'hui, il y a de l'information à propos de la bataille dans l'espace constitué par le parc militaire national de Fredericksburg et de Spotsylvania. Néanmoins, les fédéraux perdent la course vers Spotsylvania, où les armées vont engager une série de combats indécis et sanglants.